# حقوق الإنسان في الاتحاد السوفيتي

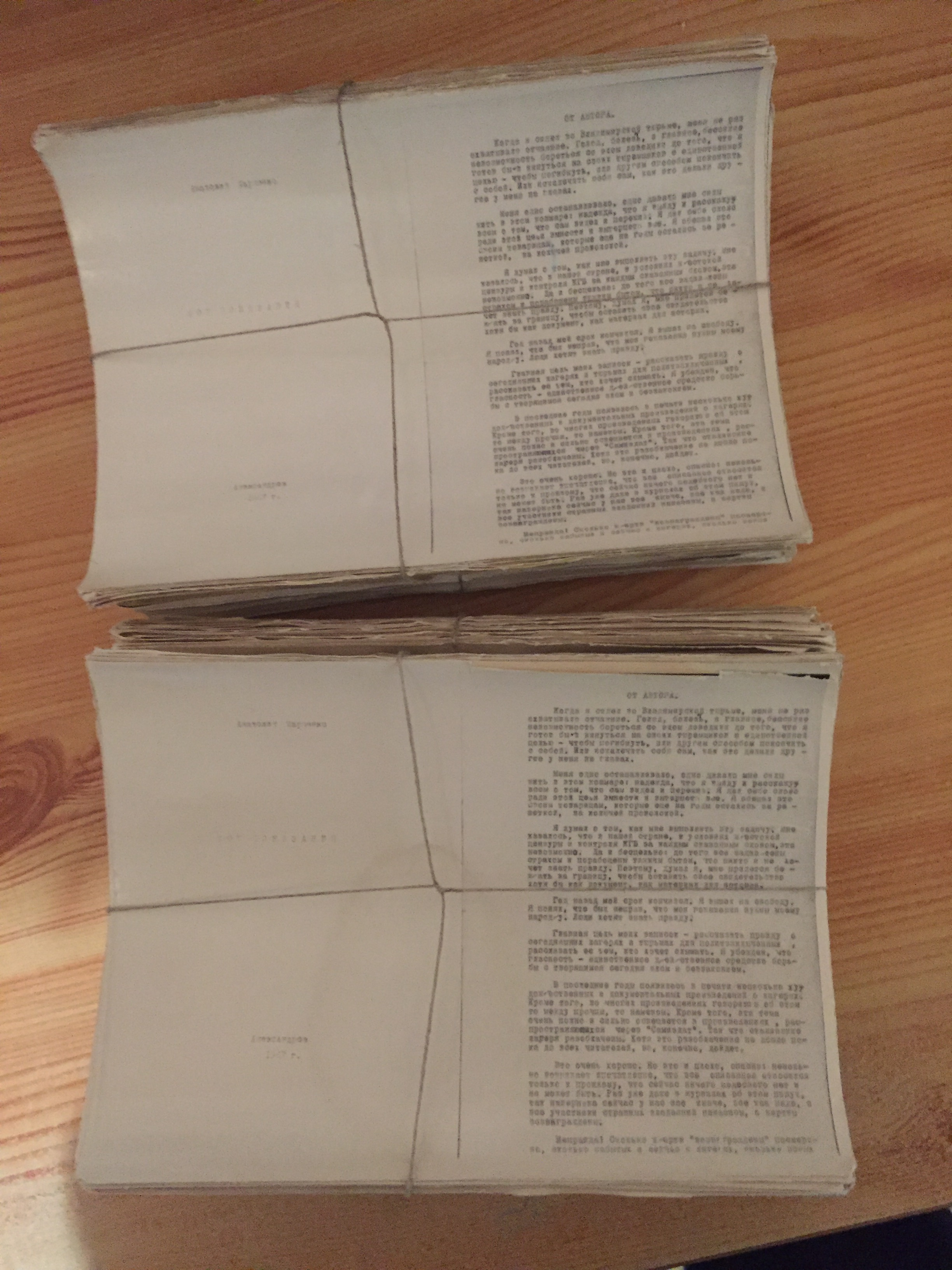
نسخ مطبوعة من رواية محاكمة الأربعة للكاتب بافل ليتفينوف، موسكو

كانت حقوق الإنسان في الاتحاد السوفيتي محدودة للغاية طيلة فترة وجوده وقد حُشد السكان لدعم أيديولوجية الدولة الواحدة والسياسات التي يروج لها الحزب الشيوعي. قبل أبريل 1991، سُمح بحزب سياسي واحد فقط في اتحاد الجمهوريات الاشتراكية السوفياتية وكان أعضاء الحزب الشيوعي يشغلون جميع المناصب الرئيسية سواء في الدولة نفسها أو في المنظمات التابعة لها. قُمعت حرية التعبير وعوقبت المعارضة. لم تتسامح الدولة مع الأنشطة السياسية المستقلة سواء كانت مشاركةً في النقابات العمالية الحرة أو الشركات الخاصة أو الكنائس المستقلة أو الأحزاب السياسية المعارضة. إن التزام الدولة المعلن بالماركسية اللينينية يحد من أي حقوق للمواطنين في الملكية الخاصة.

## النظام
حافظ النظام على وجوده بالسلطة السياسية عن طريق الشرطة السرية، نشرت الدعاية من خلال وسائل الإعلام التي تسيطر عليها الدولة وقيّد النقاش الحر ومنع النقد واستُخدمت الراقبة الجماعية وعمليات التطهير السياسي واضطهدت مجموعات محددة ومتعددة من الناس. أقرّ عام 1977 دستور جديد للبلاد أعلن فيه الحزب الشيوعي رسميًا، ولأول مرة القوة الرائدة في البلاد.

## المفهوم السوفييتي لحقوق الإنسان والنظام القانوني
وفقًا للإعلان العالمي لحقوق الإنسان، فإن حقوق الإنسان هي «الحقوق والحريات الأساسية التي يجب أن يحصل عليها جميع البشر» بما في ذلك الحق في الحياة والعيش بحرية وحرية التعبير والمساواة أمام القانون والحقوق الاجتماعية والثقافية والاقتصادية بما في ذلك الحق في المشاركة بالثقافة والحق في الغذاء والحق في العمل والحق في التعليم.
كان المفهوم السوفييتي لحقوق الإنسان مختلفًا تمامًا عن المفاهيم السائدة في الغرب. وفقًا للنظرية القانونية السوفيتية، «الحكومة هي المستفيدة من حقوق الإنسان التي يجب تأكيدها ضد الفرد» وهو عكس ما كان سائدًا في المجتمعات الغربية. تعتبر الدولة السوفييتية مصدرًا لحقوق الإنسان، وعليه، فإن النظام القانوني السوفييتي سخّر القانون ذراعًا للسياسة فأصبحت المحاكم وكالات تابعة للحكومة. أعطيت الشرطة السرية السوفييتية صلاحيات واسعة خارج نطاق السلطة القضائية. ألغى النظام الشيوعي سلطة القانون الغربي والحريات المدنية وضمانات الملكية التي كانت تعتبر أمثلة على «الأخلاق البرجوازية» من قبل منظري القانون السوفييتي مثل أندريه فيشينسكي. وفقًا لفلاديمير لينين، لم يكن الغرض من المحاكم الاشتراكية «القضاء على الإرهاب، إنما تثبيته وإضافة الشرعية عليه».
وصف المؤرخ روبرت كونكويست النظام الانتخابي السوفيتي بأنه «مجموعة من المؤسسات التي يديرها الفلاحون والعمال من أجل الفلاحين والعمال: دستور نموذجي اعتُمد في أسوأ فترة من الرعب، ولضمان حقوق الإنسان، تجري انتخابات يترشح فيها شخص واحد ويصوت فيها 99% من الشعب لينتخب برلمانًا لم يخرج منه أي صوت معارض ولم يمتنع فيه أي شخص عن التصويت حتى.» 
أشار سيرجي كوفاليف إلى «المادة 125 الشهيرة من الدستور التي عددت جميع الحقوق المدنية والسياسية الرئيسية» في الاتحاد السوفيتي. ولكن عندما حاول هو وسجناء آخرين استخدامها قاعدة قانونية لشكاواهم عن الإساءات التيي تعرضوا لها، كانت حجة المدعي العام «الدستور لم يُكتب لك إنما كتب للزنجي الأمريكي حتى يعرف مدى سعادة حياة المواطنين السوفييت».
لم تحدد الجريمة باعتبارها مخالفة للقانون، إنما باعتبارها عملًا قد يهدد الدولة والمجتمع السوفييتي. على سبيل المثال، يمكن تفسير الرغبة في تحقيق ربح على أنه نشاط مضاد للثورة يُعاقب عليه بالإعدام. تمت تصفية وترحيل ملايين الفلاحين في الفترة الممتدة بين عام 1928 وعام 1931 وفقًا للقانون المدني السوفييتي، حتى أن بعض علماء القانون السوفييت أكدوا أن «القمع الإجرامي» يمكن تطبيقه حتى في غياب أي ذنب مقترف». أوضح مارتن لاتسيس وهو رئيس مجلس إدارة تشيكا الأوكراني: «لا تنظر في ملف الأدلة التي تدين شخصًا ما، لا تسأله إذا اقترف الجريمة باستخدام الأسلحة أو الكلمات بل اساله عن الفئة التي ينتمي إليها، اسأله عن خلفيته وعلمه وعمله، فهذه هي الاسئلة التي ستحدد مصيره وهذا هو معنى وجوهر الإرهاب الأحمر.»
كان الغرض من المحاكمات العلنية «ليس إثبات وقوع أو عدم وقوع الجريمة –التي تكون محددة ومركبة مسبقًا من قبل السلطات الحزبية المختصة– ولكن توفير منتدى آخر للتحريض السياسي والدعاية السياسية الذان يهدفان لتوجيه المواطنين. لذلك يجب على محامي الدفاع، الذين هم حكمًا أعضاء في الحزب الشيوعي، أن يعتبروا ذنب موكليهم من المسلمات المأخوذ بها»

## حرية التعبير السياسي
في ثلاثينيات وأربعينيات القرن العشرين، مارست أجهزة الشرطة السرية السوفييتية القمع السياسي، فاستخدمت شبكة واسعة من المخبرين المدنيين سواء أولئك المتطوعين للمساعدة أو المنضمين قصرًا لجمع المعلومات الاستخبارية للحكومة والإبلاغ عن حالات الأشخاص المشتبه في معارضتهم للسلطة المركزية.
كان القمع السياسي السوفيتي نظامًا واقعًا وقانونيًا للاضطهاد لمحاكمة الأشخاص الذين كان يُعتقد أنهم أعداء للنظام السوفيتي، وكانت نظرية الماركسية المتعلقة بالصراع الطبقي أساسها. كانت مصطلحات كـ «القمع» و«الإرهاب» وغيرها من الكلمات القوية عبارة عن مصطلحات رسمية بما أنه من الطبيعي أن تقوم دكتاتورية البروليتاريا بقمع مقاومة الطبقات الاجتماعية الأخرى التي اعتبرتها الماركسية معادية لها. أعطي الأساس القانوني للقمع صفة رسمية في المادة 58 في قانون جمهورية روسيا الاتحادية الاشتراكية السوفييتية والمواد المماثلة في الجمهوريات السوفييتية الأخرى. تفاقم الصراع الطبقي في ظل الاشتراكية بشكل كبير خلال فترة الإرهاب الستاليني.

## حرية التعبير الأدبي والعلمي
كانت الرقابة في الاتحاد السوفيتي منتشرة ومفروضة بصرامة، ما أدى لظهور جماعة سرية توزع الكتب المحظورة عرفت بالسميزدات. خضع الفن والأدب والتعليم والعلوم للتدقيق الأيديولوجي الصارم لأن المطلوب كان أن يخدموا مصالح البروليتاريا المنتصرة.   جرى اختبار جميع العلوم الإنسانية والعلوم الاجتماعية بما يتفق بدقة مع المادية التاريخية.
كان يجب على جميع العلوم الطبيعية أن تؤسس على القاعدة الفلسفية للمادية الجدلية. قمعت العديد من التخصصات العلمية مثل علم الوراثة والجينات وعلم التحكم الآلي وعلوم اللغة المقارنة في الاتحاد السوفيتي خلال بعض الفترات وأدينت على أنها «علوم البرجوازية زائفة».

## الحق بالتصويت
وفقًا للأيديولوجيين الشيوعيين، كان النظام السياسي السوفييتي ديمقراطيةً حقيقيةً تمثل فيها مجالس العمال إرادة الطبقة العاملة. فالدستور السوفييتي الذي اُقرّ عام 1936 يضمن حق الانتخاب المباشر بالاقتراع السري، لكن الممارس كانت بعيدًا عن النصوص، فقد كان جميع المرشحين يُختارون من قبل منظمات الحزب الشيوعي، إلى أن جاءت أول انتخابات في مارس من العام 1989.  

## الحقوق الاقتصادية
كانت الممتلكات الشخصية مسموحة في الاتحاد السوفييتي مع بعض القيود، أما الممتلكات العقارية فكانت في معظمها تابعة للدولة. ضمنت الدولة الصحة والسكن والتعليم والتغذية لجميع مواطنيها، كما ضمنت حقوق كبار السن لكن ذلك لم يمنع الكوارث من الوقوع بشعوب الاتحاد السوفييتي الذين مات منهم أكثر من 5 ملايين شخص نتيجة المجاعة التي ضربت عام 1932.

## الحق بالتجمع
كانت حرية التجمع محدودة جدًا لا بل غائبة في الاتحاد السوفييتي، فلم يسمح للعمال بتأليف أي نقابات عمالية لأنها كانت تنظّم وتؤّلف من قبل لدولة أو مندوبين عنها. 

## الحق باختيار الدين
روّج الاتحاد السوفيتي للإلحاد الماركسي اللينيني. لتحقيق هذه الغاية، صادر النظام الشيوعي ممتلكات الكنيسة وسخر من الدين وضايق المؤمنين ونشر الإلحاد في المدارس. لكن على الرغم من ذلك فإن الإجراءات التي تتخذ بحق ديانات تحكمها مصالح الدولة فقط لذلك لم تلجأ السلطات لحظر أي من الديانات بشكل مباشر، إنما جرى التضييق على المؤمنين ورجال الدين ومحاكمتهم في الكثير من الأحيان وخاصة رجال الدين الأرثودوكس.

## حركة حقوق الإنسان
تعرض نشطاء حقوق الإنسان في الاتحاد السوفياتي للمضايقة والقمع والاعتقالات.
امتنع الاتحاد السوفيتي والدول المنضوية ضمنه عن التوقيع على الإعلان العالمي لحقوق الإنسان الصادر عام 1948 بل اكتفت بالتوقيع على إعلانات جانبية لم تكن ذات قيمة كما أنها لم تطبق على شعوب الاتحاد السوفييتي.
بقي الوضع على هذه الحال حتى بزوغ بعض الحركات خلال ستينيات وسبعينيات القرن الماضي عرفت باسم المداعين عن الحقوق وكان الأشهر بينها هم الساميزدات الذين كانوا ينشرون الكتب والإصدارات المحظورة ويوزعونها بشكل سري.
وقعت الدول الثمانية الأعضاء في حلف وارسو على وثيقة هلسينكي الختامية في أغسطس 1975، وقد تضمنت بنودًا شاملة لحقوق الإنسان، فظهرت مجموعات متعددة داخل الاتحاد السوفييتي عام 1977 مهمتها مراقبة التزام الاتحاد ببنود وثيقة هيلسنكي عرفت باسم هلسينكي ووتش. ضيّقت السلطات على هذه المجموعات وهددت الناشطين فيها حتى اعتقلتهم في النهاية ليتوقف نشاطها بشكل كامل خلال سنتين.

## البيريسترويكا وحقوق الإنسان
شهدت الفترة الممتدة من أبريل 1985 حتى ديسمبر 1991 تغيرًا كبيرًا في الاتحاد السوفيتي.
في فبراير 1987، أبلغ رئيس الكي جي بي فيكتور شيبريكوف، السكرتير الأول للحزب الشيوعي السوفييتي ميخائيل غورباتشوف أن 288 شخصًا يقضون عقوبات على جرائم ارتكبت بموجب المواد 70 و190-1 و142 من القانون الجنائي لجمهورية روسيا الاتحادية الاشتراكية السوفييتية؛ كان ثلث المدانين محتجزين في مستشفيات الأمراض النفسية. أُطلق سراح معظمهم خلال العام نفسه بعد وفاة المنشق المخضرم أناتولي مارشينكو في ديسمبر 1986. ما حدث كان مجرّد البداية، سرعان ما بدأت الأقليات العرقية والجماعات الطائفية ودول كاملة بالمطالبة بحقوقها في الاستقلال الثقافي وحرية المعتقد حتى طالب بعضها بالاستقلال.
قوبلت محاولات النشطاء لعقد فعالياتهم الخاصة وإنشاء جمعيات وحركات سياسية مستقلة بالرفض الشديد من جورباتشوف ومكتبه السياسي الذين حاولوا عرقلتها ومواجهتها بكافة الوسائل.
في أوائل ديسمبر من العام 1987، قدم شيفرنادزه وياكوفليف وشيبريكوف تقريرًا عن ندوة لحقوق الإنسان ستعقد في موسكو في الفترة من 10 إلى 14 ديسمبر 1987 وسيحضرها ضيوف من الخارج، واقترحوا طرقًا لتقويض وتقييد واحتواء الحدث الذي نظمه المنشقون السوفيت السابقون. بدأ التغيير في الاتحاد السوفييتي وبدأت وتيرته تتسارع في العامين الاحقين فبدأت التظاهرات المطالبة بالحقوق تتوسع ما اضطر الاتحاد السوفييتي لتشكيل فرق مكافحة الشغب في جميع أرجاء الدولة.